# Margaret Hamilton (cientista da computação)
Margaret Heafield Hamilton (Paoli, Indiana, 17 de agosto de 1936) é uma cientista da computação, engenheira de software e empresária estadunidense. Foi diretora da Divisão de Software no Laboratório de Instrumentação do MIT, que desenvolveu o programa de voo usado no projeto Apollo 11, a primeira missão tripulada à Lua. O software de Hamilton impediu que o pouso na Lua fosse abortado.
Margaret publicou mais de 130 artigos, atas e relatórios relacionados aos 60 projetos e seis programas importantes nos quais ela esteve envolvida. Em 22 de novembro de 2016 foi premiada com a Medalha Presidencial da Liberdade pelo presidente dos Estados Unidos Barack Obama, honraria recebida por seu trabalho sobre o desenvolvimento do software de voo a bordo das missões Apollo da NASA.

## Primeiros anos
Margaret Heafield é filha de Kenneth Heafield e Ruth Esther Heafield (sobrenome de solteira Partington). Ela se formou na Hancock High School em 1954 e estudou matemática na Universidade de Michigan. Formou-se em Matemática pelo Earlham College no estado de Indiana (EUA) no ano de 1958 e fez pós-graduação em Meteorologia no MIT (Instituto de Tecnologia de Massachusetts). Depois de se formar lecionou matemática e francês no ensino médio por pouco tempo, enquanto seu marido terminava a graduação. Ela se mudou para Boston, Massachusetts para fazer pós-graduação em matemática pura na Universidade Brandeis.  Em 1960 assumiu uma posição interina no MIT para desenvolver programas de predição climatológica nos computadores LGP-30 e PDP-1 (no Project MAC de Marvin Minsky) para o professor Edward Norton Lorenz no departamento de meteorologia. Naquela época, ciência da computação e engenharia de software ainda não eram disciplinas; em vez disso, programadores aprendiam trabalhando e adquirindo experiência.
De 1961 a 1963 trabalhou no Projeto SAGE no MIT, onde foi uma das primeiras programadoras a escrever software para o computador de interceptação AN/FSQ-7 computer (the XD-1 computer) procurar aeronaves "não-amigáveis". Também escreveu software para os Laboratórios de Pesquisa da Força Aérea em Cambridge (Air Force Cambridge Research Laboratories).

## NASA

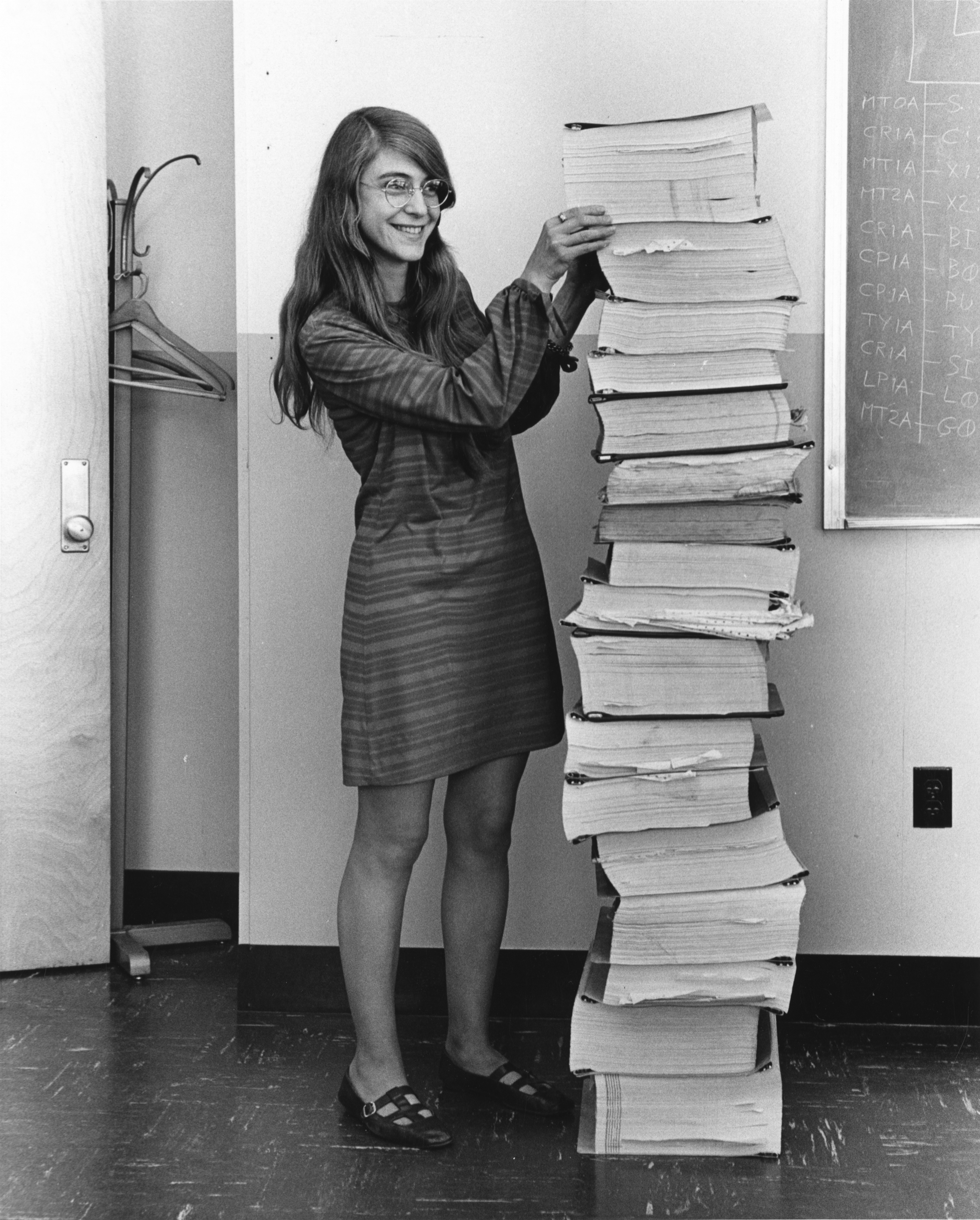
Hamilton ao lado do software de navegação que ela e sua equipe no MIT produziram para o projeto Apollo.

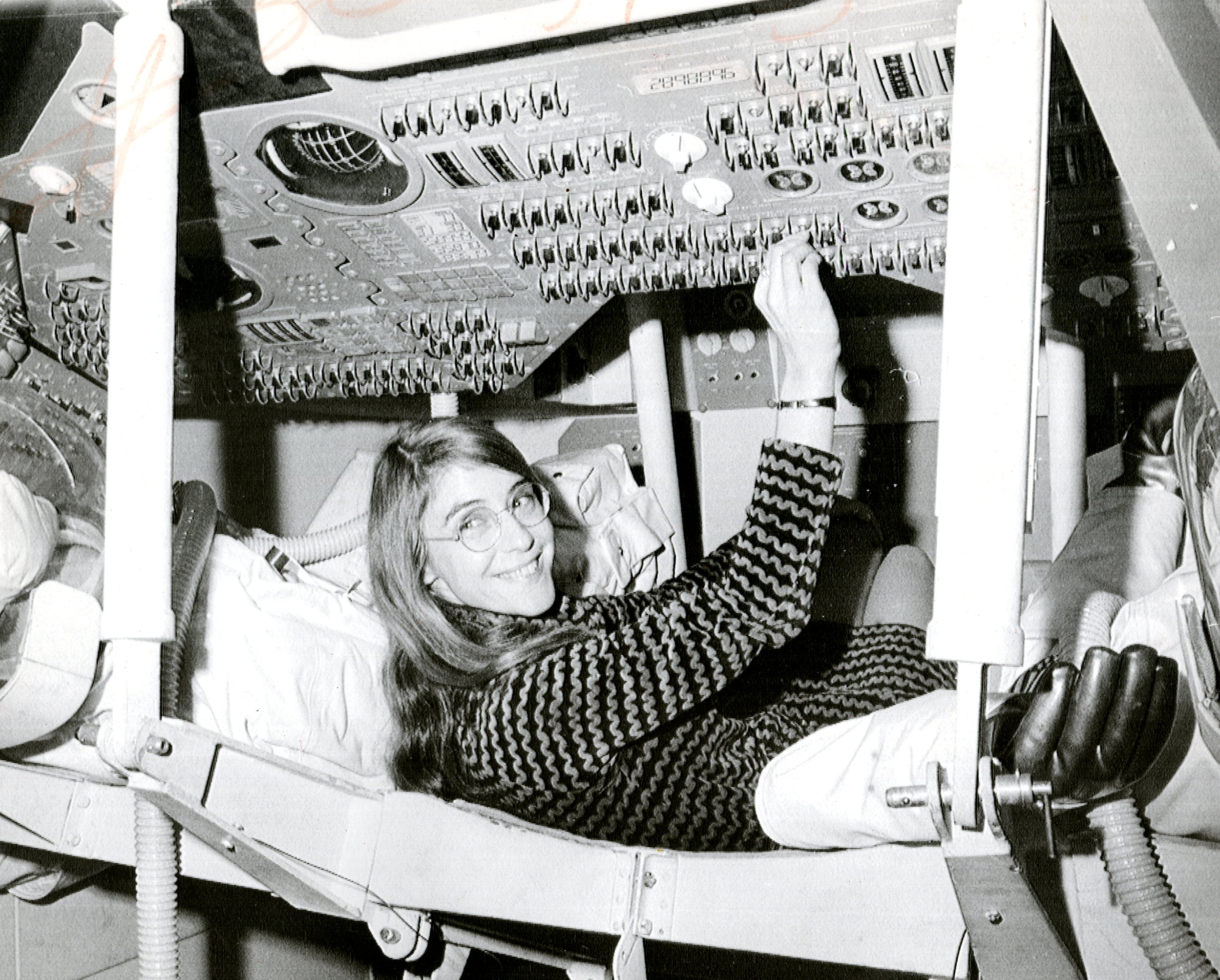
Hamilton durante sua época como principal designer de software do projeto Apollo.

Depois disso, Hamilton se juntou ao Laboratório Charles Stark Draper no MIT, que nessa época estava trabalhando na missão espacial Apollo. Ela se tornou diretora e supervisora da programação de software para os projetos Apollo e Skylab.
Na NASA, a equipe de Hamilton foi responsável por estar à frente do software de orientação de bordo da Apollo, necessário para navegar e pousar na lua, e suas variações usadas em várias missões (incluindo a Skylab, posteriormente).

### Apollo 11
O trabalho de Margaret Hamilton evitou que o pouso na lua da Apollo 11 fosse abortado. Quando faltavam três minutos para a Apollo 11 pousar na lua, vários alarmes do módulo lunar começaram a tocar. O computador ficou sobrecarregado com atividades do radar de aproximação, desnecessárias para o pouso. No entanto, devido à arquitetura robusta do software, o sistema continuou funcionando de maneira que as atividades prioritárias interrompessem as menos prioritárias. Mas ela sabia, por ter escrito o código do computador, que ele seria capaz de realizar o pouso, pois foi programado para desconsiderar as tarefas desnecessárias no momento da alunissagem. A falha foi atribuída a um erro humano na lista de comandos a serem executados pelos astronautas.
Devido a um erro na lista de comandos, o interruptor do radar de aproximação ficou na posição errada. Isso fez com que ele mandasse sinais errados para o computador. O resultado foi que o computador estava sendo requisitado a executar todas as suas funções normais para o pouso ao mesmo tempo que recebia uma carga extra de dados espúrios que usavam 15% do seu tempo. O computador (ou melhor, o software) foi inteligente o suficiente para reconhecer que estava sendo requisitado a executar mais tarefas do que devia. Então ele mandou um alarme, que queria dizer ao astronauta "Eu estou sobrecarregado com mais tarefas do que devia estar fazendo agora e vou manter só as tarefas mais importantes"... Na verdade, o computador foi programado para mais do que reconhecer condições de erro. Um conjunto completo de programas de recuperação estava incorporado no software. A ação do software, neste caso, foi eliminar tarefas de baixa prioridade e restabelecer as mais importantes ... Se o computador não tivesse reconhecido esse problema e se recuperado, duvido que a Apolo 11 tivesse pousado na lua com sucesso. — Margaret Hamilton

## Empresas
Margaret Hamilton foi CEO de 1976 a 1984 de uma empresa co-fundada por ela, chamada Higher Order Software (HOS), que criou um produto chamado USE.IT.
Em 1986 ela fundou sua própria empresa, a Hamilton Technologies Inc com sede em Cambridge, Massachusetts. A companhia foi desenvolvida com base em seu paradigma para Sistemas e Design de Software Development Before the Fact (em tradução livre para o português ficaria algo como: Desenvolvimento antes do fato).

## Legado

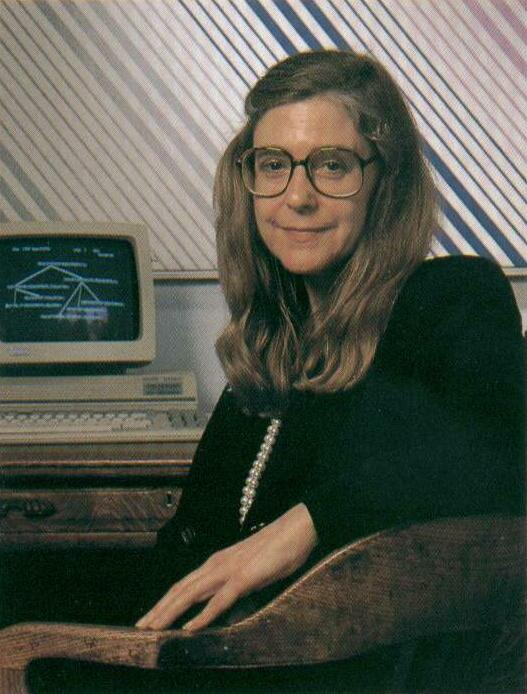
Foto oficial para a NASA, 1989.

Margaret Hamilton é creditada por ter criado o termo "engenharia de software". Ela foi uma das desenvolvedoras dos conceitos de computação paralela, priority scheduling, teste de sistema, e capacidade de decisão com integração humana, tais como mostradores de prioridade que viriam a ser o fundamento do design de software ultra confiável.

### Prêmios e reconhecimento
- 1986, Prêmio Augusta Ada Lovelace, Association for Women in Computing.[5]
- 2003, NASA Exceptional Space Act Award for scientific and technical contributions. O prêmio incluiu US$ 37 200, a maior soma dada a um indivíduo na história da NASA.[9][22][23]
- 2009, Prêmio para Ex-Alunos Notáveis (Outstanding Alumni Award), Earlham College.[5]
- 2016, Recebeu a Medalha Presidencial da Liberdade, a maior honraria civil dos Estados Unidos.[1][2]

## Vida pessoal
Ela conheceu James Cox Hamilton no Earlham College. Eles se casaram no fim dos anos 50, depois que Margaret se formou. Eles tiveram uma filha chamada Lauren. O casal se divorciou posteriormente.